# Arthrocereus rondonianus
Arthrocereus rondonianus es una especie de planta suculenta perteneciente al género Arthrocereus, dentro de la familia Cactaceae. Es endémica del sudeste de Brasil y se encuentra amenazada por la pérdida de hábitat.

## Descripción
Arthrocereus rondonianus es una especie de cactus pequeño, parecido a un arbusto, de crecimiento algo erguido y poco ramificado. Los tallos son cilíndricos y articulados, delgados y de color verde claro, de hasta 50 cm de largo y 2,5 cm de diámetro. 

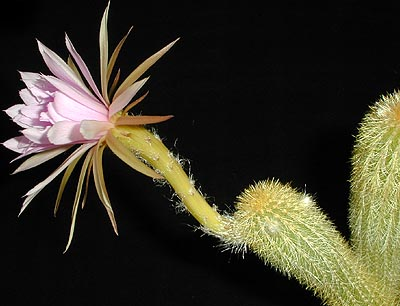
Detalle del tallo y la flor

Presentan de 14 a 18 costillas estrechas, bajas y redondeadas sobre las que se asientan pequeñas areolas con muchas espinas finas. Son de color amarillo verdoso a amarillo dorado y se pueden diferenciar en 1 o 2 espinas centrales, que miden hasta 7 cm de largo, y de 40 a 50 espinas marginales finas, en forma de aguja, de hasta 0,5 (algunas hasta 2) cm de largo.
Las flores son de color blanco y rosa violeta, alargadas, en forma de campana y de amplia apertura. Miden hasta 8 cm de largo, aparecen cerca de la parte superior del tallo y se abren por la noche. La copa floral y el tubo floral están cubiertos de lana, (espinas parecidas a pelos) y algunas escamas puntiagudas. 

## Distribución y hábitat
El área de distribución nativa de esta especie es Brasil ( concretamente en Sierra del Cabral, en el estado de Minas Gerais) y crece principalmente en el bioma tropical estacionalmente seco, a altitudes de 700 a 1200 metros.

## Taxonomía
Arthrocereus rondonianus fue descrita por los botánicos alemanes Curt Backeberg y Otto Voll y publicada por primera vez en la revista científica Cactus and Succulent Journal (Los Ángeles) 23: 120 en 1951.

Etimología
- Arthrocereus: nombre genérico que deriva de las palabras griegas arthro (que significa 'articulación' o 'junta'), y cereus (que se traduce como 'vela' o 'cirio'). Así que, en conjunto, Arthrocereus puede traducirse como "vela articulada", haciendo referencia a la forma de tubo alargado en que crecen las especies de este género, con segmentos que se asemejan a articulaciones.[3]
- rondonianus: epíteto específico otorgado en honor a Candido M. da Silva Rondon (1865-1958), investigador, mayor del ejército y recolector de plantas brasileño.[4]

## Estado de conservación
En la Lista Roja de Especies Amenazadas de la UICN, la especie está clasificada como de “Preocupación Menor (LC)”.

## Usos
Se cultiva principalmente como planta ornamental por sus flores vistosas y su propagación se realiza normalmente a través de semillas o esquejes, aunque es bastante poco común en las colecciones.